# Armin Ambach
Armin Ambach (Bolzano, 10 novembre 1981) è un ex hockeista su ghiaccio italiano.

## Carriera
Ha giocato per gran parte della propria carriera con l'SV Caldaro, se si eccettua un unico incontro giocato nel 1999-2000 con la maglia del Ritten Sport, di cui Caldaro era farm team.
Ha disputato undici campionati di seconda serie (di cui due vinti) ed uno (2003-2004) in massima serie.
Nella sua ultima stagione a Caldaro fu anche il capitano della squadra. Ha annunciato il proprio ritiro l'8 giugno 2012 per motivi familiari. Tuttavia il 13 agosto dello stesso anno cambiò idea accettando la proposta dell'AS Hockey Pergine.
Nei primi mesi del 2013 si unì all'Hockey Club Trento, squadra della Serie B, con cui terminò la stagione e giocò la successiva, prima del ritiro definitivo.

## Palmarès

### Club
- Serie B/A2: 2

Caldaro: 2000-2001, 2007-2008